# Julius Isserlis

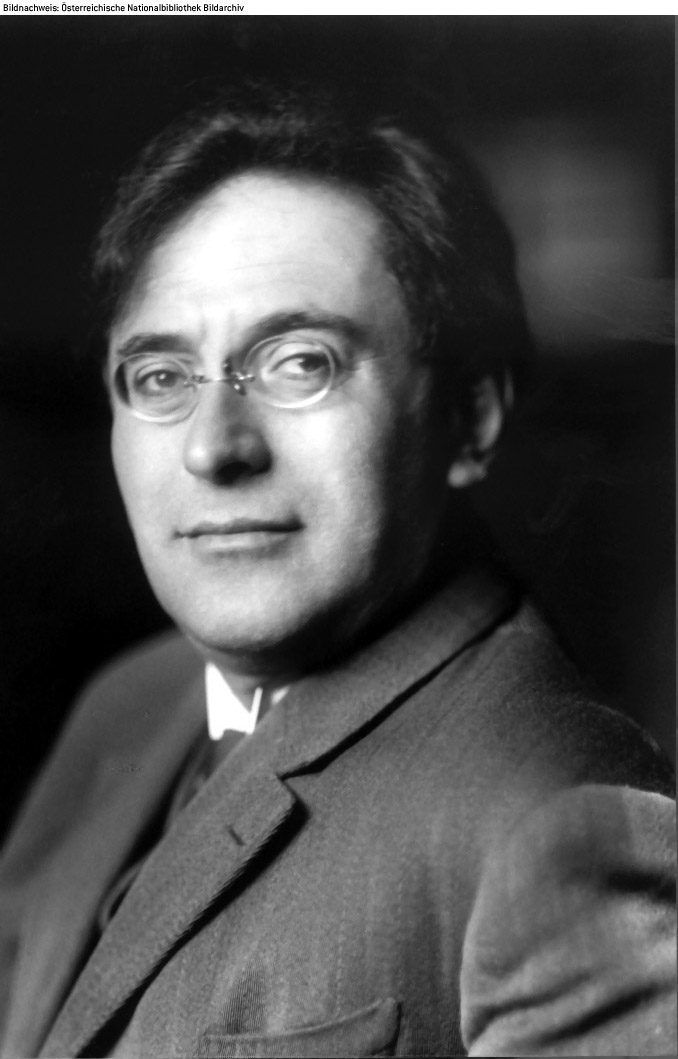
Julius Isserlis (um 1920)

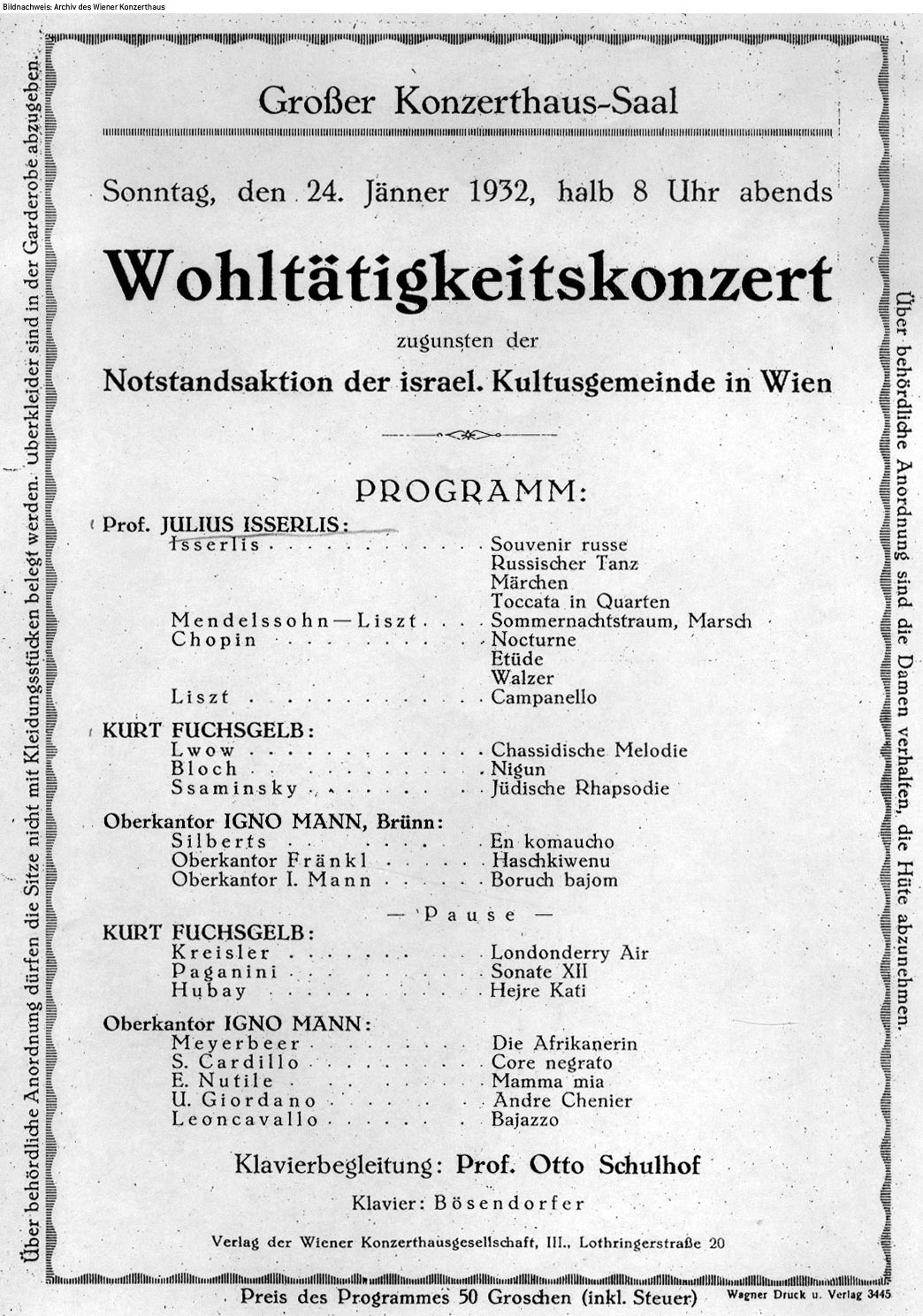
Programmzettel (1932)

Julius Isserlis (geboren 26. Oktoberjul. / 7. November 1888greg. in Kischinjow, Russisches Kaiserreich; gestorben 23. Juli 1968 in London) war ein russischer Pianist und Komponist.

## Leben
Isserlis' Mutter war Hebamme und der Vater reisender Dentist. Isserlis besuchte ab dem neunten Lebensjahr das Konservatorium in Kiew und ging zwei Jahre später zu  Wassili Safonow an das Moskauer Konservatorium, wo Sergej Tanejew sein Kompositionslehrer wurde. Mit sechzehn Jahren errang er bei der Prüfung eine Goldmedaille. Er ging zur weiteren Ausbildung zu Charles-Marie Widor nach Paris und hatte auf Alexander Skrjabins Vermittlung hin einen Konzertauftritt mit dem Russischen Philharmonischen Orchester in New York. Bereits 1911 wurde er zum Professor an der Hochschule der Kaiserlichen Philharmonischen Gesellschaft in Moskau ernannt, er war der einzige Jude im Kollegium. 1916 heiratete er die aus einer gutbürgerlichen Familie Odessas stammende Rita Rauchwerger.
Nach der Russischen Revolution 1917 blieb Isserlis 1923 anlässlich einer Konzert- und Propagandareise russischer Musiker zusammen mit diesen im Ausland und zog nach Wien. In Österreich bestritt er seinen Lebensunterhalt als freischaffender Pianist und Komponist. Als Isserlis Anfang 1938 eine Konzertreise nach England machte, erfolgte der „Anschluss“ Österreichs an das Deutsche Reich, so dass Isserlis in England bleiben musste. Seiner Frau Rita und seinem einzigen Sohn George (1917–2012) gelang vier Monate später, unter den Bedingungen der Judenverfolgung, noch rechtzeitig die Ausreise.
Auch in Großbritannien arbeitete er als freiberuflicher Musiker und Konzertpianist. Er lebte zuletzt in West Kensington.
Julius Isserlis' Sohn George  musste aus gesundheitlichen Gründen seine Violinistenausbildung abbrechen und wurde Ingenieur der Metallurgie. Die Violinistinnen Annette Isserlis, Rachel Isserlis und der Cellist Steven Isserlis sind Kinder von George.
Seit 1980 wird bei der Royal Philharmonic Society eine „RPS Julius Isserlis Scholarship“ für den Musikernachwuchs ausgelobt.

## Trivia
Über seine Wohnungssuche in Wien 1923 erzählte Isserlis seinen Enkelkindern, dass eine uralte Zimmerwirtin ihn als Pianisten abgelehnt habe, weil sie sich ihrer Tante erinnerte, die Zimmer an einen verrückten, tauben Musiker vermietet hatte, der zudem immer auf den Boden spuckte: Beethoven.

## Kompositionen
In alphabetischer Anordnung.
- A peasant wedding  Nr. 6 aus Jugenderinnerungen, op. 11
- Ballade in a-Moll
- Ballade in es-Moll, op. 3 Nr. 2
- Ballade in g-Moll, op. 3 Nr. 1
- Capriccio in a-Moll, op. 12
- Drei Klavierstücke, op. 8. Universal-Edition, 1930
- In the Steppes  Nr. 2 aus Jugenderinnerungen, op. 11
- Jugenderinnerungen, op. 11
- Marionettes  Nr. 5 aus Jugenderinnerungen, op. 11
- Meditation  Nr. 2 aus Drei Klavierstücke, op. 8
- Moment musical  Nr. 1 aus Drei Klavierstücke, op. 8
- Moment triste
- Once in autumn  Nr. 4 aus Jugenderinnerungen, op. 11
- Prelude exotique, op. 10 Nr. 2
- Russische Tanz, op. 7. Universal-Edition, 1930
- Skazka „Märchen“, op. 6. Universal-Edition, 1934
- Souvenir russe; op. 9. Universal-Edition, 1931
- The bumblebee  Nr. 3 aus Jugenderinnerungen, op. 11
- The flight of the swallow  Nr. 3 aus Drei Klavierstücke, op. 8
- The lonely brook in the forest  Nr. 1 aus Jugenderinnerungen, op. 11
- Toccata in Quarten, op. 10 Nr. 1
- Warum?
- Zehn Präludien, op. 2